# Trentepohlia (Mongoma) fulvinota
Trentepohlia (Mongoma) fulvinota is een tweevleugelige uit de familie steltmuggen (Limoniidae). De soort komt voor in het Oriëntaals gebied.